# Zarukavne, Bahmaci
Zarukavne (în ucraineană Зарукавне) este un sat în comuna Biloveji-Perși din raionul Bahmaci, regiunea Cernihiv, Ucraina.

## Demografie
Componența lingvistică a localității Zarukavne
     Ucraineană (99,05%)
     Alte limbi (0,95%)
Conform recensământului din 2001, majoritatea populației localității Zarukavne era vorbitoare de ucraineană (99,05%), existând în minoritate și vorbitori de alte limbi.